# Mount Bray
Mount Bray är ett berg i Antarktis. Det ligger i Västantarktis. Inget land gör anspråk på området. Toppen på Mount Bray är 479 meter över havet, eller 58 meter över den omgivande terrängen. Bredden vid basen är 1,6 km.
Terrängen runt Mount Bray är platt åt nordost, men åt sydväst är den kuperad. Trakten är obefolkad. Det finns inga samhällen i närheten.